# 신디 셔먼

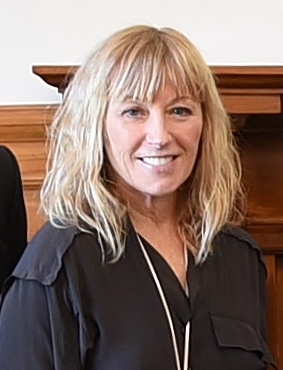

신디 셔먼(Cindy Sherman, 1954년 1월 19일 -)은 미국의 사진작가이다. 현대 미술의 대표적인 사진작가로 꼽힌다. 구성사진(Constructed photography) 계에서 한 획을 그었으며 작가 자신이 작품의 모델이 되는 셀프 포트레이트 기법을 이용했다. 초기에는 버스에 탄 사람들이나 영화 속 인물들로 분장해 캐릭터의 특성을 드러내는 사진을 찍었으나, 다른 작가의 작업실에서 발견한 포르노 잡지에 관심을 가진 후 포르노의 여성배우들이나 할리우드 영화 속 여성배우들의 전형적인 모습을 연출하는 등의 방식으로 여성에게 요구되는 이미지와 실제로 드러나는 인간적 개체의 간극을 보여준다. 이를 통해 가부장제 사회 속 대중매체에서 여성의 이미지가 소모되는 방식을 비판한다.

## 같이 보기
- 니키 리 (미술가)